# Palestinská národní iniciativa
Palestinská národní iniciativa (arabsky المبادرة الوطنية الفلسطينية‎, al-Mubādara al-Waṭaniyya al-Filasṭīniyya), známá také jako al-Mubádara  je palestinská politická strana. Jejím lídrem je Mustafa Barghútí.
Stranu založili v červnu 2002 Mustafa Barghútí, Hajdar Abdel-Šáfi, Ibráhím Dakkak a Edward Said. K vyhlášení došlo v Rámaláhu na Západním břehu Jordánu. Vedení strany ji chápe jako demokratickou alternativu proti dominantním stranám Fatahu, který vnímají jako zkorumpovanou stranu, a islamistickému Hamásu.

## Postoje strany
Na platformě strany se objevuje následující text: „Spravedlivého míru lze dosáhnout pouze vytvořením suverénního, nezávislého, životaschopného a demokratického palestinského státu na všech územích, která Izrael začal okupovat v roce 1967 s Východním Jeruzalémem jako hlavním městem. Iniciativa vyzývá k provedení příslušných rezolucí Organizace spojených národů požadujících stažení izraelské armády ze Západního břehu Jordánu a Pásma Gazy a zajištění mezinárodně uznávaného práva palestinských uprchlíků na návrat do své vlasti.“
Tento text je chápán jako sjednocující cíl pro různé demokratické palestinské organizace občanské společnosti. Strana v průběhu let volala po národní jednotě, která by pomohla demokratizovat Palestinskou autonomii a očistila ji o klientelistické vazby a korupci. Palestinská národní iniciativa dále zastává víru v mírové řešení izraelsko-palestinského konfliktu a usiluje o jeho demilitarizaci. Ačkoliv obhajují právo na odpor proti okupaci, odmítají násilí.
Stranu vedou zejména sekulární intelektuálové, z nichž část se při vzniku strany odtrhla z Palestinské komunistické strany. Strana je také výrazně propletena s organizacemi občanské společnosti a nevládními organizacemi. Vzhledem ke kritice Hamásu, ale i Fatahu, měla ovšem strana jen malý vliv v rámci Organizace pro osvobození Palestiny a její viditelnost pro obyčejné Palestince tak je velmi limitována.

## Volební výsledky
V prezidentských volbách z roku 2005, které Hamás bojkotoval, kandidoval Mustafa Barghútí coby hlavní soupeř Mahmúda Abbáse z Fatahu. Ve volbách získal 20 % hlasů a obsadil druhé místo. Barghútí získal podporu také o Lidové fronty pro osvobození Palestiny. Během kampaně byl Barghútí dvakrát zadržen izraelskými bezpečnostními složkami a vyslýchán.
V parlamentních volbách z ledna 2006 strana kandidovala v rámci koaliční kandidátní listiny Nezávislá Palestina. Ta obdržela 2,7 % hlasů a dva mandáty. Jeden z nich získal Mustafa Barghútí.
V letech 2005 a 2016 se strana účastnila komunálních voleb a zaznamenala dílčí lokální úspěchy.
V roce 2021 byla strana znovu připravena kandidovat v parlamentních volbách, ale ty byly následně odloženy na neurčito.